# The Rookie (película de 1990)
The Rookie (titulada El novato en Venezuela y El principiante en el resto de la Hispanidad) es una película estadounidense de acción de 1990, dirigida y protagonizada por Clint Eastwood, con las actuaciones de Charlie Sheen, Raúl Juliá, Sônia Braga, Lara Flynn Boyle y Tom Skerritt.

## Sinopsis argumental
Pulovski es un policía veterano y muy temperamental, que trabaja en la división especializada en esclarecer casos de coches robados. David Ackerman es, por el contrario, un policía novato e inseguro, que además es perseguido por un trauma de su niñez. David es asignado a Pulovski, cuando su colega es asesinado por una poderosa banda dirigida por un alemán llamado Strom, que se dedica a robar a gran escala coches de lujo para luego venderlos de nuevo. A pesar de sus diferencias, ambos deben trabajar juntos para atraparlos, algo que no será fácil, porque además son muy peligrosos y capaces de todo.
Finalmente, después de toda una serie de luchas, todo termina con un enfrentamiento letal en el aeropuerto, donde los criminales, que planeaban huir de la ciudad porque ya no era segura para ellos, son matados por ambos, cuando ofrecen resistencia letal a los dos hasta el último momento. Después de ese acontecimiento Pulovski es ascendido y David, que durante los acontecimientos ha superado sus inhibiciones, se vuelve un veterano, que tiene ahora como compañero de trabajo a una novata.

## Reparto
- Clint Eastwood — Nick Pulovski
- Charlie Sheen — David Ackerman
- Raúl Juliá — Strom
- Sônia Braga — Liesl
- Tom Skerritt — Eugene Ackerman
- Lara Flynn Boyle — Sarah
- Pepe Serna — Teniente Ray Garcia
- Marco Rodríguez — Loco Martinez
- Donna Mitchell — Laura Ackerman
- Xander Berkeley — Blackwell

## Sobre la película
La película ha quedado en la memoria del público y de la crítica por la escena de una violación, escena en la que, inhabitualmente, es una mujer quien viola a un hombre, y particularmente una seductora mujer de alta estatura, consumidora de cocaína. Rodada en su totalidad en California durante la primavera de 1990, la película es también recordada por su elaborada pirotecnia y por sus escenas de acción.

## Recepción
Esta fue la película, con la que el famoso actor/director Clint Eastwood saldaría una especie de cuenta con la Warner por el fracaso comercial de su anterior film, la mucho más íntima y personal Cazador blanco, corazón negro. Es una película muy buena, en la que lograron contar una buena historia y mantener al espectador en su butaca.

## Lanzamiento en formato doméstico
La película se editó inicialmente en formato VHS el 27 de mayo de 1992. La edición en DVD apareció por primera vez en Estados Unidos el 2 de septiembre de 2003. Dicha edición en DVD incluye una banda sonora de transferencia digital remasterizada en Dobly Digital 5.1, menús interactivos, acceso directo a escenas y el tráiler como bonus. The Rookie se editó en disco Blu-ray el 1 de junio de 2010.